# خورخه سالیناس
خورخه سالیناس (اسپانیایی: Jorge Salinas‎؛ زادهٔ ۲۷ ژوئیهٔ ۱۹۶۸) یک هنرپیشه اهل مکزیک است.
از فیلم‌ها یا برنامه‌های تلویزیونی که وی در آن نقش داشته است می‌توان به عشق سگی اشاره کرد.